# Мельников, Игорь Сергеевич
Игорь Сергеевич Мельников (04.12.1909 — 20.10.1990) — советский военачальник, военный лётчик, участник Великой Отечественной войны, командир истребительных авиационных соединений ВВС РККА, генерал-майор авиации (11.05.1949).

## Биография
Игорь Сергеевич Мельников родился 4 декабря 1909 года в городе Киеве Российской империи. Русский.
В Красной армии с декабря 1929 года. Окончил Военно-теоретическую школу ВВС РККА в Ленинграде в 1931 году, 2-ю военную школу летчиков им. Осоавиахима в городе Борисоглебск в 1932 году, курсы усовершенствования командиров и начальников штабов авиадивизий при Военно-воздушной академии в 1949 году, Высшие академические курсы при Высшей военной академии Генерального штаба имени К. Е. Ворошилова в 1955 году.
До службы в армии работал бетонщиком на строительстве бетонной фабрики на станции Дарница Юго-Западной железной дороги, на заводе «Красный пекарь» № 2 и строительстве Петровского железнодорожного моста в Киеве.
14 декабря 1929 г. добровольно поступил в Ленинградскую военно-теоретическую школу ВВС РККА. После прохождения теоретического курса 6 января 1931 г. был переведён во 2-ю военную школу летчиков им. Осоавиахима в Борисоглебске для обучения практическим полётам. В марте 1932 года окончил школу и был назначен младшим лётчиком в 95-й авиаотряд ОСО Житомирской авиабригады ВВС Украинского военного округа. Затем в той же бригаде служил старшим лётчиком и командиром отряда 35-й истребительной авиаэскадрильи.
В феврале 1937 года старший лейтенант И. С. Мельников переведён во 2-ю военную школу летчиков им. Осоавиахима в Борисоглебске командиром отряда, затем стал командиром эскадрильи, помощником начальника школы. С началом Великой Отечественной войны майор И. С. Мельников в прежней должности.
4 января 1943 года вступил в должность заместителя командира 106-й истребительной авиадивизии ПВО, которая выполняла задачи по прикрытию военных и тыловых объектов Волховского, Северо-Западного и Калининского фронтов. С января 1943 горда возглавлял оперативную группу и осуществлял руководство двумя полками дивизии на Волховском фронте. За мужество и героизм, организованное и дисциплину возглавляемые им полки были преобразованы в гвардейские. С конца июня 1943 года дивизия входила в состав 2-го корпуса ПВО Западного фронта ПВО и выполняла задачи по прикрытию от воздушного противника коммуникаций войск и военных объектов в полосе Калининского, Волховского и Северо-Западного фронтов.
С 13 марта по 20 декабря 1944 года подполковник И. С. Мельников командовал 147-й истребительной авиадивизией ПВО. Части дивизии в составе Западного фронта ПВО осуществляли ПВО объектов в границах Рыбинско-Ярославского дивизионного района ПВО. В начале января 1945 года принял командование 36-й истребительной авиадивизией ПВО. До конца войны дивизия прикрывала от ударов противника с воздуха войска и объекты в прифронтовой полосе на люблин-варшавском направлении.
После войны полковник И. С. Мельников продолжал командовать дивизией в Северной группе войск. В июле 1946 года зачислен в резерв Главного штаба истребительной авиации ПВО страны. В апреле 1947 года назначен командиром 104-й истребительной авиадивизии ПВО в Архангельск. С октября 1948 по май 1949 года проходил обучение на курсах усовершенствования командиров и начальников штабов авиадивизий при Краснознамённой Военно-воздушной академии, затем вернулся на прежнюю должность.
С 1 февраля по 1 июля 1950 года участвовал в выполнении правительственного задания в экспедиции на Крайнем Севере в должности начальника Центрального сектора. Группа под его руководством на самолётах Ла-11, Ту-2 и Ту-4 произвела 1325 полётов с налётом 4357 часов, из которых над Северным Ледовитым океаном — 1265 часов. Лётчики группы совершали полёты в сложных метеорологических условиях с посадками дрейфующие ледовые аэродромы в океане. Указом Президиума Верховного Совета СССР от 14 января 1952 года за выполнение специального задания генерал-майор авиации И. С. Мельников награждён орденом Ленина.
С марта 1951 года исполнял должности заместителя командира, а с сентября 1952 года — командира 61-го гвардейского истребительного авиакорпуса. С ноября 1954 по ноябрь 1955 года находился на Высших академических курсах при Высшей военной академии К. Е. Ворошилова, затем был назначен помощником командующего ВВС Приволжского военного округа. Уволен в запас 8 июля 1960 года.
Умер 20 октября 1990 года. Похоронен в Львове.

## Награды
- 2 ордена Ленина (14.01.1952 г., 26.10.1955 г.)[1];
- 2 ордена Красного Знамени (09.10.1943 г., 15.11.1950 г.)[1];
- 2 Ордена Отечественной войны I степени (01.07.1944 г., 06.04.1985)[1];
- Орден Красной Звезды (03.11.1944)[1];
- Медаль «За победу над Германией в Великой Отечественной войне 1941—1945 гг.» (09.05.1945)
- Медаль «За оборону Ленинграда» (22.12.1942 г.);
- Медаль «За освобождение Варшавы» (09.06.1945);
- Медаль «В ознаменование 100-летия со дня рождения Владимира Ильича Ленина»;
- Юбилейная медаль «Двадцать лет Победы в Великой Отечественной войне 1941—1945 гг.»;
- Юбилейная медаль «Тридцать лет Победы в Великой Отечественной войне 1941—1945 гг.»;
- Юбилейная медаль «Сорок лет Победы в Великой Отечественной войне 1941—1945 гг.»;
- Медаль «50 лет Вооружённых Сил СССР»;
- Медаль «60 лет Вооружённых Сил СССР»;
- Медаль «70 лет Вооружённых Сил СССР».